# Eurhinus
Eurhinus är ett släkte av skalbaggar. Eurhinus ingår i familjen Eurhynchidae.

## Dottertaxa tillEurhinus, i alfabetisk ordning[1]
- Eurhinus acanthopterus
- Eurhinus aenea
- Eurhinus aeneus
- Eurhinus argentinensis
- Eurhinus ascensionensis
- Eurhinus atritarsis
- Eurhinus auritus
- Eurhinus azureatus
- Eurhinus binarius
- Eurhinus callichloris
- Eurhinus cavicornis
- Eurhinus cavilobus
- Eurhinus chevrolati
- Eurhinus cobaltinus
- Eurhinus conicus
- Eurhinus coruscans
- Eurhinus cupratus
- Eurhinus cupripes
- Eurhinus cyaneus
- Eurhinus eximius
- Eurhinus festivus
- Eurhinus flatuarius
- Eurhinus flaturarius
- Eurhinus fulvofasciatus
- Eurhinus gemmulus
- Eurhinus gramineus
- Eurhinus heringeri
- Eurhinus humeralis
- Eurhinus laetus
- Eurhinus laevior
- Eurhinus laevipennis
- Eurhinus lobicornis
- Eurhinus longiclavus
- Eurhinus magnificus
- Eurhinus malachitica
- Eurhinus minuens
- Eurhinus muricatus
- Eurhinus prominens
- Eurhinus puncticollis
- Eurhinus purpureus
- Eurhinus rubricus
- Eurhinus scabrior
- Eurhinus splendidus
- Eurhinus squamiger
- Eurhinus suffusus
- Eurhinus suturalis
- Eurhinus thalassinus
- Eurhinus willinki
- Eurhinus violaceus
- Eurhinus viridipes
- Eurhinus viridis
- Eurhinus yucatecus